# Alan Paton (schrijver)
Alan Stewart Paton (Pietermaritzburg, 11 januari 1903 – Lintrose (Natal), 12 april 1988) was een Zuid-Afrikaans schrijver en tegenstander van de apartheid.
Paton zette zich in de jaren dertig en veertig van de 20e eeuw in voor jonge daders. Hij was leraar en van 1935 tot 1949 directeur van de Diepkloof Reformatory voor jonge (zwarte) delinquenten. In 1953 richtte hij mede de Liberale Party op en werd hij bekend als criticus van het apartheidsregime.
Zijn werken vonden een basis in zijn onwrikbare christelijke geloof. In 1989 werd de Zuid-Afrikaanse literatuurprijs Alan Paton Award naar hem vernoemd.